# Rinchen Zangpo
Lochen Rinchen Zangpo, anche chiamato Mahaguru (958 – 1055), è stato un importante lotsawa, ovvero traduttore di testi buddisti dal sanscrito al tibetano durante la seconda diffusione della religione buddista in Tibet (periodo della Nuova Traanslazione o Nuova Scuola del Mantra). Allievo del famoso maestro indiano  Atiśa , tra i suoi compagni di studio figura (Locheng) Legpai Sherab.

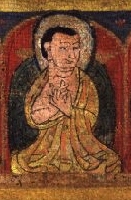
Rinchen Zangpo

La sua biografia è stata scritta dal discepolo Guge Kyithangpa Yeshepal. Si ritiene abbia edificato oltre cento monasteri nel Tibet occidentale, compresi il famoso Monastero di Tabo nella valle dello Spiti, Himachal Pradesh, e la cittadina di Poo nel Distretto di Kinnaur.
Da giovane Rinchen Zangpo era stato inviato con altri giovani studiosi dal re Yeshe-Ö, signore di Zanskar, Guge, Spiti e Kinnaur, in Kashmir e altri centri buddisti per studiarvi e riportare quegli insegnamenti nel Tibet occidentale. È quindi probabilmente stato la seconda personalità in ordine di importanza per la "Seconda Diffusione del Buddismo" in Tibet. Alcune fonti lo identificano con il suo patrono Yeshe-Ö come re del regno himalaiano occidentale di Guge.
Tra le sue traduzioni figurano le Viśeṣastavaṭikā di Prajñāvarman, opera da lui intrapresa con Janārdhana.